# 아시카가 요시카쓰

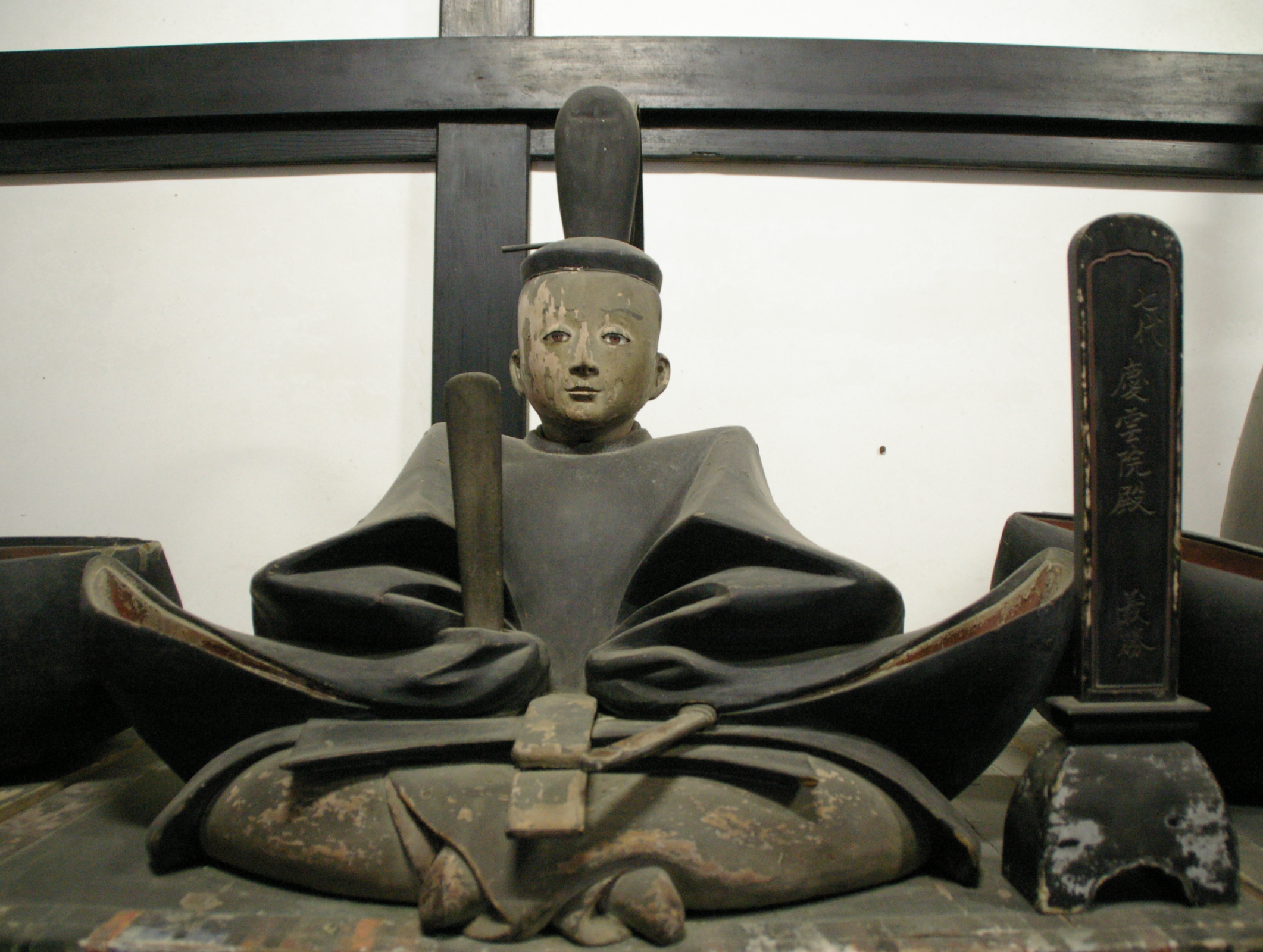
아시카가 요시카스 목상

아시카가 요시카쓰(일본어: 足利義勝, 1434년 ~ 1443년)는 무로마치 막부 제 7대 쇼군(재위 1442년 ~ 1443년)이다. 제 6대 쇼군 아시카가 요시노리의 적남.

## 생애
태어나자마자 만도코로 시쓰지(政所執事) 이세 모치쿠니(伊勢貞国)의 저택에서 양육되었다. 그러나 1441년(가키쓰 원년)에 가키쓰의 난이 일어나 부친 요시노리가 아카마쓰 미쓰스케(赤松満祐)에게 암살당했기 때문에 무로마치도노(室町殿)로 옮겨가 다음해 1442년(가키쓰 2년)에 간레이 호소카와 모치유키(細川持之) 등이 옹립하여 9세의 나이로 쇼군직을 계승하여 제 7대 쇼군이 되었다. 요시카쓰는 어려서 정치능력이 없었기 때문에 모치유키가 실권을 장악, 그의 사후에는 하타케야마 모치쿠니(畠山持国)와 야마나 소젠과 생모 히노 시게코(日野重子) 등이 실권을 장악하여 가키쓰의 난을 일으킨 미쓰스케를 토벌하고 가키쓰의 덕정 잇키(嘉吉の徳政一揆) 등을 평정하였다.
1443년(가키쓰 3년) 6월 19일에는 요시노리의 조의를 표하러 온 조선통신사와 회견하였다. 그러나 같은 해 7월 21일에 사망. 향년 10세. 재임은 겨우 8개월이었다. 사인은 낙마, 암살 등 여러 설이 있으나, 이질로 인한 병사라는 설이 가장 유력하다. 후임 쇼군에는 동복 동생으로 8살이었던 아시카가 요시마사가 선출되었다.
요시카쓰, 요시마사라는 어린 쇼군이 2대째 이어진 것에서 조정과 유력 슈고 다이묘의 막정 관여가 지속되고 쇼군 권위가 크게 흔들리기 시작하였다.
묘소는 안고쿠지(安国寺) 게이운인(慶雲院)에 있었다고 하나 소실되어 현존하지 않는다.

## 요시카쓰의 헨기를 받은 인물
- 히노 가쓰미쓰(日野勝光)
- 교고쿠 가쓰히데(京極勝秀)
- 호소카와 가쓰모토(細川勝元)
- 호소카와 가쓰유키(細川勝之)
- 야마나 카쓰토요(山名勝豊)

## 같이 보기
- 세는나이